# Westminster Bank
La Westminster Bank è stata una banca inglese di credito ordinario attiva dal 1834 fino alla fusione nella National Westminster Bank nel 1970.

## Storia

### LaLondon and Westminster Bank

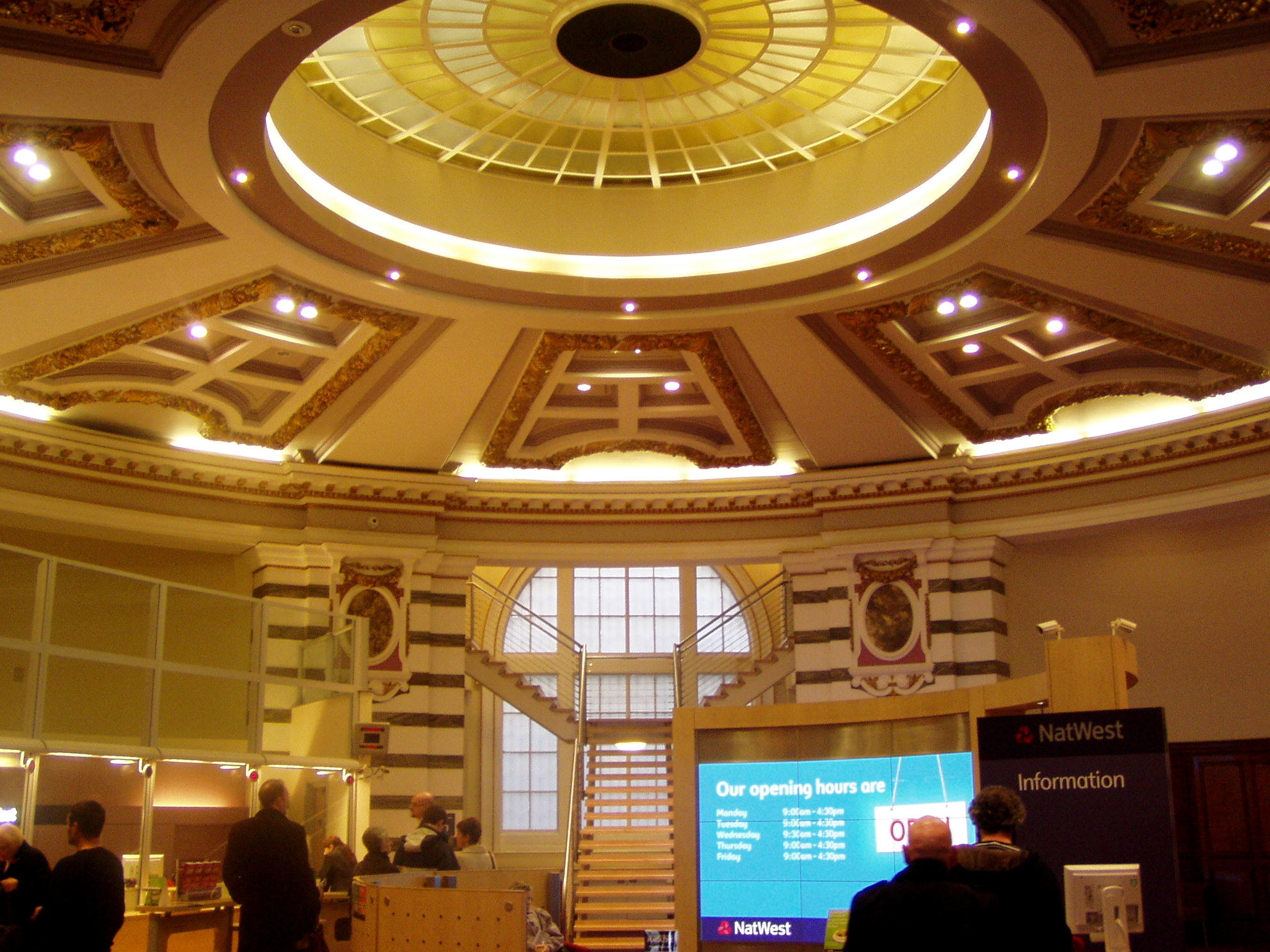
Il grande salone circolare nella sede di Liverpool

La London and Westminster Bank nacque sotto gli auspici del Bank Charter Act del 1833, che consentiva di costituire banche in forma di società per azioni a Londra. All'inizio, erano ostili alla liberalizzazione la stampa, le banche private e la Bank of England; perciò la direzione della banca era innanzitutto preoccupata di difendere il diritto della Banca ad esistere: come risultato nei primi tre anni aprì soltanto sei filiali a Londra.
La London and Westminster iniziò ad acquisire altre banche nel 1847 ed altre acquisizioni seguirono nei decenni successivi. Entro il 1909 la Banca aveva aperto o acquisito 37 filiali nell'area londinese.

### LaLondon County and Westminster Bank

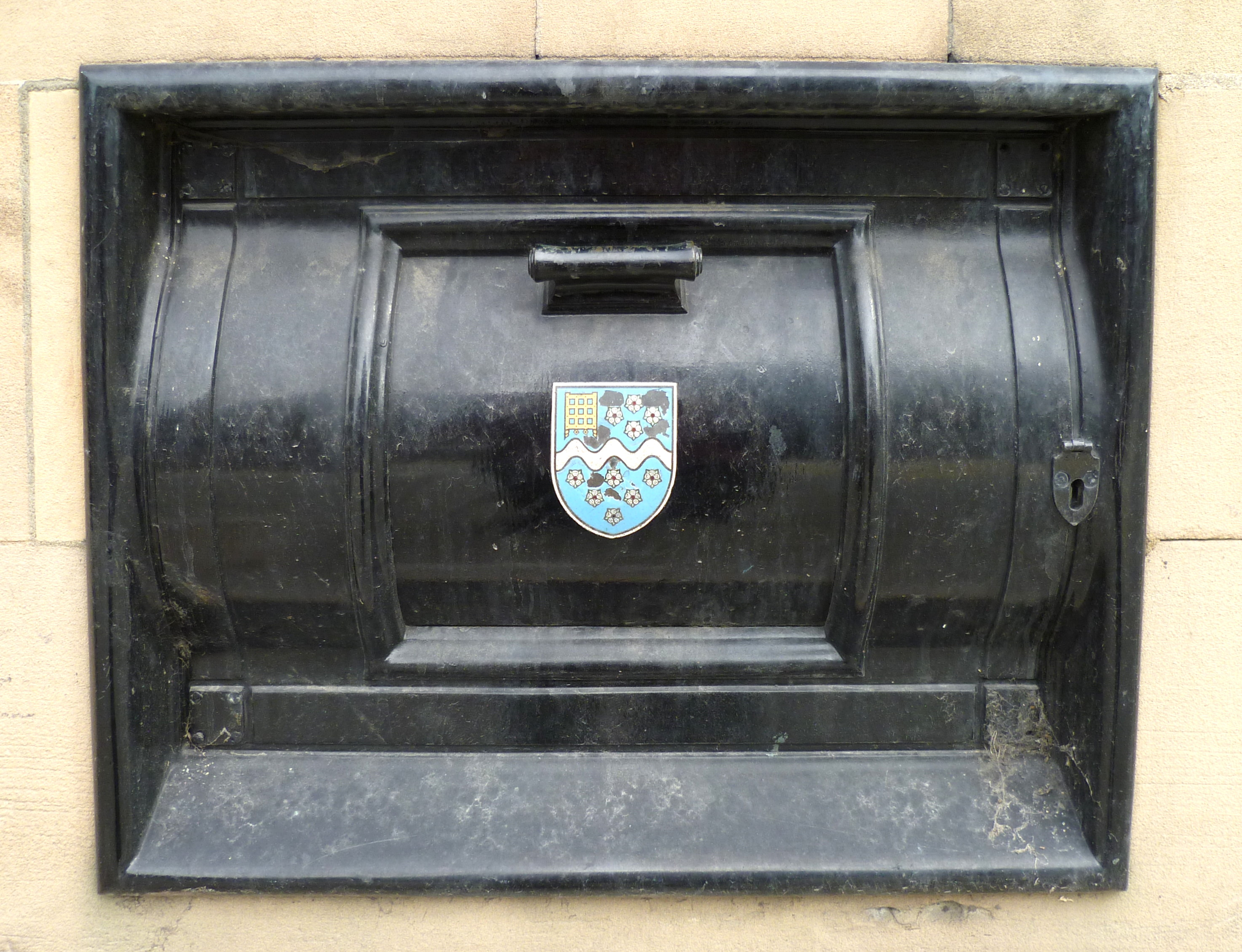
Una cassa continua della Westminster Bank

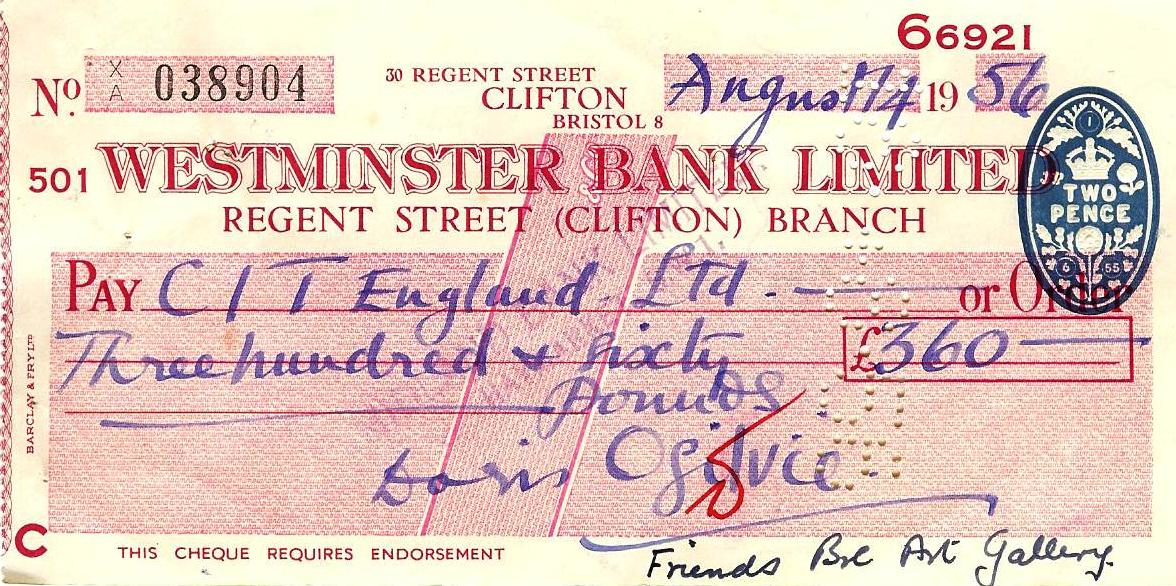
Un assegno del 1956

Nel 1909, per contrastare la concorrenza delle altre banche provinciali come la Lloyds e la Midland, la London and Westminster si fuse con la prestigiosa London and County Bank, che contava già 70 filiali a Londra e circa 200 nelle contee rurali. Questa era stata fondata nel 1836 ed aveva assunto il nome di London and County Banking Co. tre anni dopo. Nel 1875 aveva già più di 150 filiali ed era la più grande banca inglese.
La società risultante dalla fusione fu chiamata London County and Westminster Bank.
Nel 1913 la Banca aprì una controllata in Francia con filiali a Bordeaux (1917), Lione (1918), Marsiglia (1918) e Nantes (1919). 
La London County and Westminster Bank aprì inoltre uffici a Madrid (1917), Barcellona (1917), Anversa (1919), Bruxelles (1919), Bilbao (1919) e Valencia (1920), che nel 1923 vennero scorporati in una società controllata, la Westminster Foreign Bank. Le filiali spagnole furono chiuse già nel 1923 a causa della situazione economica spagnola e delle discriminazioni contro le banche straniere. Fra il 1940 e il 1944 le filiali continentali persero contatto con la sede di Londra a causa dell'occupazione tedesca.
Nel 1917 era stato acquisito il controllo della Ulster Bank, che rimaneva formalmente autonoma ed aveva 170 filiali in tutta l'Irlanda, mentre l'anno successivo fu comprata la Parr's Bank, con più di 320 uffici sparsi in Inghilterra.

### LaWestminster Bank
Nel 1923 il nome divenne semplicemente Westminster Bank Limited. A tale data la banca era diventata la quinta più grande d'Inghilterra ed era perciò una delle "Big Five".
Durante la crisi del 1929 la Banca mantenne un forte controllo sulle attività sul Continente per evitare i pericoli di un'espansione troppo rapida in mercati poco conosciuti. Questo permise alla Westminster Bank di limitare i debiti inesigibili e le fluttuazioni valutarie, che danneggiarono invece molte altre banche fra le due guerre, e di crescere costantemente nel mercato interno. Il capitale sociale versato crebbe da 9 milioni di sterline nel 1923 a 40 milioni nel 1935. Nel 1939 le filiali erano cresciute a 1.100.

### La fusione con laNational Provincial Bank
La fusione fra la Westminster Bank e la National Provincial Bank nel 1968 sorprese l'opinione pubblica inglese e la comunità bancaria. Benché la Banca d'Inghilterra avesse espresso l'intenzione di autorizzare delle fusioni per razionalizzare il panorama bancario, nessuno credeva davvero che avrebbe permesso una fusione fra due banche così grandi e potenti.
La District Bank(una controllata della National Provincial), la National Provincial e la Westminster Bank furono completamente assorbite e integrate nella nuova società, mentre le controllate Coutts & Co., Ulster Bank e Isle of Man Bank (anch'essa controllata dalla National Provincial) rimasero formalmente autonome. Il processo di integrazione fu completato nel 1969 e la nuova società, la National Westminster Bank Limited, iniziò ad operare il 1º gennaio 1970.

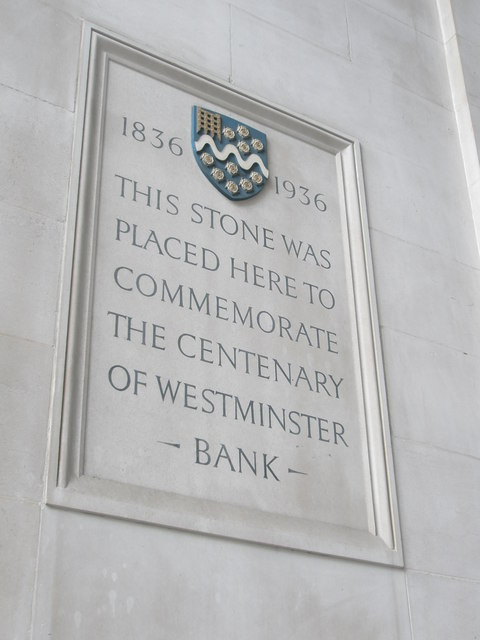
Lapide commemorativa del centenario della Banca, a Londra